# Какуринка (Воронежская область)
Какуринка — хутор в Репьёвском районе Воронежской области Российской Федерации.
Входит в состав Бутырского сельского поселения.

## Этимология
Какурой называется круглая пресная лепёшка с запечённым яйцом, в шутку так называли крупную женщину. Какурой (от Коркиры — остров Корфу) также называется сорт крымского винограда

## География
На хуторе имеется одна улица — Сосновая.

## Население
| 2010 |
| ---- |
| 8    |